# Contrat de baie
Un contrat de baie est en France un programme territorial et contractualisé, d’actions environnementales concernant l'échelle d'une baie (d'une rade...).
Il est cadré par deux circulaires qui ont réorienté les anciens contrats de vallée et de rivière :
- circulaire du 13 mai 1991, instituant les contrats de baie
- circulaire du 22 mars 1993, définissant la procédure relative aux contrats de baie et aux contrats de rivière.

## Objectifs
Le contrat de baie vise :
- à contribuer à une gestion soutenable, collective et équilibrée du patrimoine commun que sont l’eau et les milieux naturels de la baie, en lien avec de son bassin et en s'articulant avec d'autres démarches de protection, gouvernance ou planification (ex : SMVM, PLU, SDAU, contrat de rivière, réserves naturelles ou parcs naturel marins, parc naturel régional, trame bleue et éventuelle future « trame bleu marine » (réseau écologique marin comprenant des corridors biologiques sous-marins), proposée par le Grenelle de la mer en complément de la trame verte et bleue terrestre.
- à permettre la coexistence durable dans un environnement préservé ou restauré les activités sociales et économiques (tourisme, pêche, industries et agriculture littorales, activités portuaires...)
- à retrouver conformément aux directives européennes un « bon état écologique » des eaux et des milieux, ce qui implique la prise en compte en amont du bassin versant, et de l'origine des polluants apportés par les courants marins et affectant les masses d'eaux littorales.

Il s'appuie sur un système de gouvernance qui peut par exemple être inspiré de celui d'un Agenda 21 ou de la GIZC (Gestion intégrée des zones côtières), il s’appuie sur une constante concertation des acteurs locaux (de l'amont à l'aval) et de son bassin versant et encourageant leur engagement commun. Il s'appuie en particulier sur les SDAGEs et SAGEs pour ce qui concerne les eaux terrigènes.

## Partenaires
Les principaux partenaires sont généralement :
- L’État, représenté par ses Agences (dont Agence de l'eau, Ademe) et Ministères chargés de l’Environnement, de la pêche et agriculture, pisciculture, aquaculture, de la Défense nationale, ainsi que par le Conservatoire du littoral, l'Agence des aires marines protégées…), etc.
- Les collectivités territoriales (région, département, communes et leurs groupements),
- Les chambres consulaires,
- Les associations de protection de l’environnement, conservatoires des sites, représentants des usagers...

## Moyens
Pour atteindre ses objectifs, le contrat génère :
- d'une structure de gouvernance (comités politiques et techniques de pilotage, conseil scientifique...)
- d'un programme d'actions incluant divers objectifs tels que la gestion, restauration et protection des milieux et des conditions de leur pérennité, avec donc un suivi et un objectif de réduction des flux de pollutions (ce qui implique de travailler en amont avec le bassin versant pour y limiter les sources de pollution et y améliorer les moyens de la traiter (stations d’épuration, bassins de rétention, lagunages naturels, restauration de zones humides, renaturation, rénovation des réseaux d’eau usées et pluviaux, équipements adéquats des ports, lutte contre le ruissellement urbain, etc. avec - le cas échéant - traitement et éventuelle valorisation des sédiments portuaires…)
- d'un budget (ex : 102 millions d’euros pour le budget initial prévisionnel du Contrat de Baie de Toulon)
- d'indicateurs de suivi
- de moyens de gestion et d'animation et de communication (monitoring de l’environnement, observatoire, tableau de bord, actions de sensibilisation…)

## Cadre
Un contrat de baie s'insère dans le contextes socio-culturel, biogéographique et historique local, mais aussi dans le contexte national et européen.

## Contrats de baies en France
- Contrat de baie de Morlaix (Signé en 1996 entre l’État, la Région Bretagne, le Département, l’agence de l’eau Loire-Bretagne et l’association PRO-AQUA, porteur du projet. Il fédère l'action sur 47 communes (bassin versant).

- Contrat de Baie de la Rade de Brest (Signé en 1998 par l’État, la Région Bretagne, des Conseils généraux (Bassin concerné : Finistère, Côtes d’Armor et Morbihan), l’agence de l’eau Loire-Bretagne et la communauté urbaine de Brest portant le projet. Il fédère l'action sur 137 communes notamment irriguées par l'Aulne (fleuve) et l'Élorn qui font depuis l'objet d'un SAGE.

- Contrat de la Baie de Fort-de-France  (signé le 7 mai 2010). Les 44 membres du Comité de la Baie de Fort-de-France sont réunis en 5 collèges : 20 Collectivités locales (dont 14 communes), 8 représentants de l'Administration, 7 Organisations de professionnels et d’usagers de la Baie, 2 Structures qualifiées et 8 Etablissements publics.

- en région PACA, le Contrat de Baie de la Rade de Toulon, le contrat de baie des Golfes de Lérins (Théoule à Antibes) et le contrat de baie d'Azur (d'Antibes à Cap d'Ail).

## Perspectives
Le Grenelle de la mer, dont les premiers rapports ont été publiés en juin 2009 pourrait modifier les outils, règlementations et moyens concernant la mer et le littoral, notamment via la proposition 5 du Groupe n° 1 consistant à développer des démarches de projet dites BAYLIMER.